# Conseil supérieur de la magistrature (Italie)
Pour les autres articles nationaux ou selon les autres juridictions, voir Conseil supérieur de la magistrature.
Le Conseil supérieur de la magistrature (en italien : Consiglio superiore della magistratura) est un organe d'importance constitutionnelle chargé de l'organisation, de la discipline et des modes de fonctionnement de l'ordre ordinaire de la magistrature, à savoir le corps judiciaire ayant compétence sur les affaires et litiges de nature civile et pénale.

## Composition
Le Conseil Supérieur de la Magistrature est actuellement composé de trois membres disposant d'un droit constitutionnel d'y siéger et vingt-quatre membres élus pour un mandat non-renouvelable de quatre ans. 
Parmi les membres de droit, le Président de la République est en outre le président du Conseil par détermination constitutionnelle. Or, son rôle est plus symbolique que substantiel. Les deux autres membres de droit sont le Premier Président de ainsi que le Procureur Général auprès de la Suprema Corte di Cassazione .  
Sans définir le nombre précis des membres électifs y siégeant, la Constitution impose des proportions définies, à savoir: 
- deux tiers des membres parmi les magistrats de l'ordre ordinaire (que l'on appelle "togati"); à ce titre, des élections au sein de la magistrature ordinaire sont organisées ;
- un tiers des membres parmi les professeurs de droit et les avocats ; il revient au Parlement, réuni en session commune, d'élire ces membres dit laïques.

De facto, les attributions liées à la présidence du Conseil Supérieur de la Magistrature sont exercées par son Vice-Président, choisi obligatoirement parmi les components laïques.
En son sein, les attributions du CSM sont réparties parmi plusieurs commissions chacune avec compétences précises : 
- attribution des fonctions ;
- promotions ;
- nomination et révocation des « magistrats honoraires » ;
- application de sanctions disciplinaires à la suite d'une procédure spécifique.

La section disciplinaire du Conseil supérieur de la magistrature est composée du vice-président du CSM qui la préside, de deux membres élus par le parlement, d'un magistrat de la Cour de cassation et de 5 magistrats. Elle peut être saisie par le Procureur Général près la Cour de cassation dans un délai d'un an à compter du jour où celui-ci a eu connaissance du fait constitutif d'une faute disciplinaire.
Les sanctions qu'elle peut prononcer sont l'avertissement, la censure (blâme formel), la perte des droits lies à l'ancienneté (de deux mois à deux ans), l'éloignement ou la destitution (qui comportent tous deux l'exclusion définitive de la magistrature dans les cas les plus graves). Il existe également des sanctions accessoires prévues dans des cas spécifiques (transfert d'office, privation du traitement pour la violation de l'obligation de résidence).